# السفارة السعودية في قرغيزستان
سفارة المملكة العربية السعودية في قرغيزستان، هي بعثة دبلوماسية سعودية تقع في بشكيك العاصمة ويترأس البعثة سفير خادم الحرمين الشريفين إبراهيم بن راضي الراضي.

## وصلات خارجية
- موقع سفارة المملكة العربية السعودية في قرغيزستان
- وزارة الخارجية السعودية (بالعربية)
- Ministry of Foreign Affairs of Kingdom of Saudi Arabia (بالإنجليزية)